# Hilde Sabbe
Hilde Sabbe (Roeselare, 16 oktober 1956) is een Belgisch schrijfster, journalist en politica.

## Biografie
Sabbe studeerde van 1974 tot 1978 Germaanse filologie aan de Rijksuniversiteit Gent.

### Journalist
Tussen 1985 en 1997 werkte ze als freelance journalist voor Het Nieuwsblad, De Standaard en Libelle. Van 1997 tot 2002 was ze vervolgens journaliste bij De Morgen en van 2002 tot aan haar ontslag in 2015 bij Het Laatste Nieuws. In 2015 en 2016 is ze columniste bij Apache.

### Politiek
In 2014 was ze stichtend lid van Movement X (de beweging voor radicale gelijkheid van Dyab Abou Jahjah en Karim Hassoun) en in 2018 van de partij Be.One, ook door hen opgericht. Bij de federale verkiezingen van 2019 stond ze als onafhankelijke op de one.brussels-sp.a-lijst. Sabbe werd niet rechtstreeks verkozen, maar werd toch lid van het Brussels Hoofdstedelijk Parlement als opvolgster van Brussels staatssecretaris Pascal Smet. In juni 2022 stemde Sabbe tegen het Brussels verbod op onverdoofd slachten; het leidde tot een breuk met Vooruit. In juni 2023 verdween Sabbe uit het Brussels Parlement, toen Pascal Smet na zijn ontslag als Brussels staatssecretaris zijn zetel in het parlement opnieuw opnam. In 2024 liet ze op X weten dat ze lid was geworden van de PVDA.

## Publicaties
Selectie van enkele boeken.
- Lessen uit een ontslag (Manteau)